# Fonts baptismaux de Tréguier

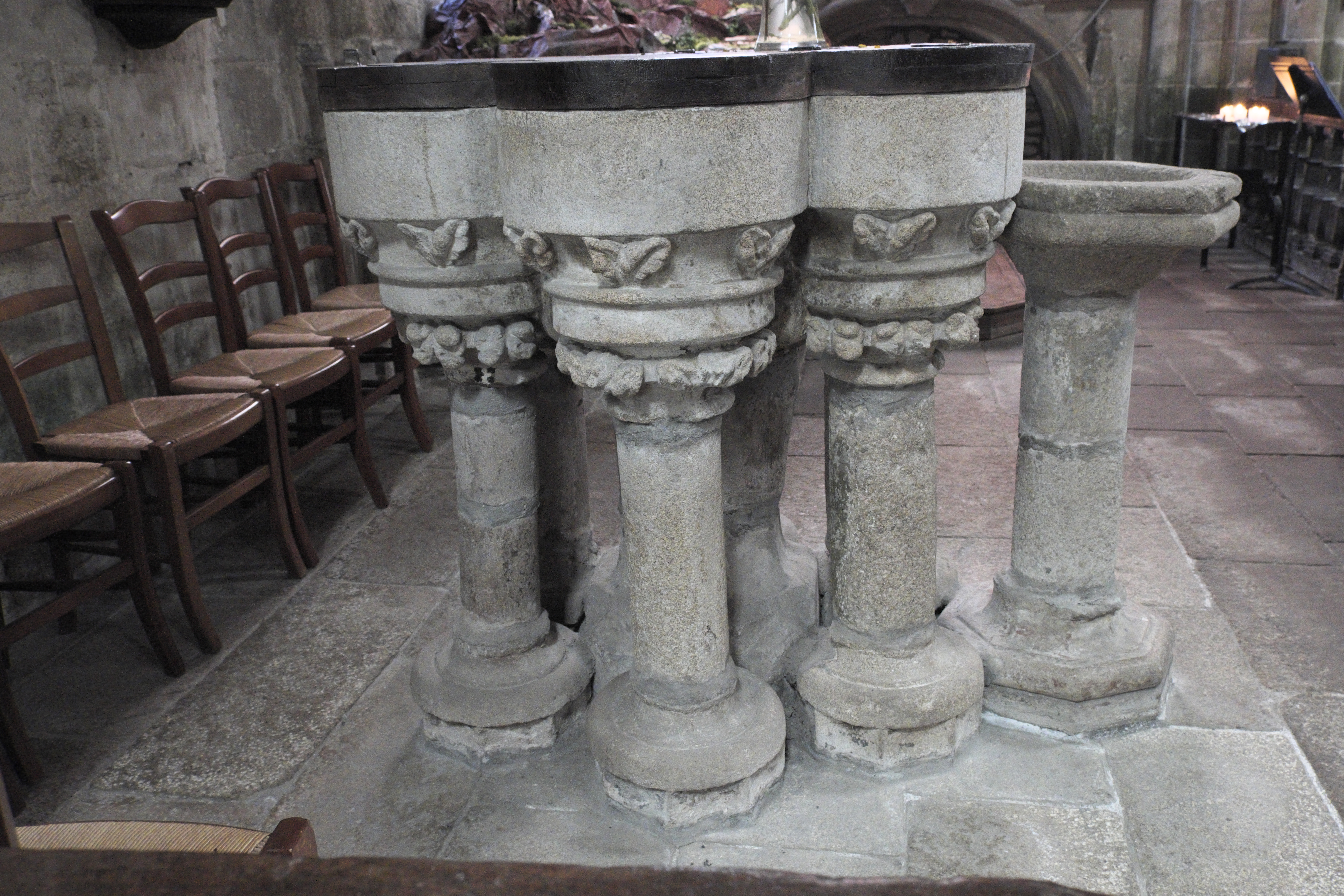
Fonts baptismaux de Tréguier

Les fonts baptismaux de la Cathédrale Saint-Tugdual à Tréguier, une commune du département des Côtes-d'Armor dans la région Bretagne en France, datent du XVe siècle. Les fonts baptismaux en granite sont classés monuments historiques au titre d'objet depuis le 24 janvier 1979. L'objet a été également classé immeuble par destination sur les listes de 1840 et 1875.